# Yannick Bellon
Marie-Annick Bellon, conocida públicamente como Yannick Bellon (Biarritz, 6 de mayo de 1924-París, 2 de junio de 2019), fue una directora de cine francesa.

## Biografía
Provenía de una familia de artistas próximos al movimiento surrealista. Era hija de la fotógrafa Denise Bellon (conocida por sus aportaciones documentales sobre el surrealismo y sus reportajes de viajes) y sobrina del cineasta y actor Jacques Brunius.
Sus películas abordaron temas polémicos en la sociedad: la violación, el cáncer, la bisexualidad y alimentaron debates y controversias.
Empieza primero a dirigir cortometrajes. Su segundo largometraje destaca especialmente: La Femme de Jean (1974) película en la que la protagonista intenta reconstruir su vida después de su divorcio. En L'Amour Violé (1978) con Nathalie Nell, Pierre Arditi y Daniel Auteuil efectúa la autopsia de una violación y la readaptación posterior. La película tuvo dificultades para encontrar un productor pero fue ampliamente vista y generó una importante polémica. En 1981 estrena L'Amour nu sobre la historia de una mujer con cáncer de mama que esconde su enfermedad al hombre del que está enamorada. Tres años después, con La Triche, Victor Lanoux encarna el papel de un comisario de policía, padre de familia, que no tiene problema en lucir sus escarceos amorosos con mujeres pero sin embargo esconde cuidadosamente las relaciones con los hombres.

## Vida personal
Su hermana Loleh Bellon es actriz dramática. Era también tía de Jaime Semprún.

## Filmografía
- Goémons (1947)
- Colette (1951)
- Varsovie, quand même... (1954)
- Un matin comme les autres (1956)
- Le second souffle (1959)
- Le bureau des mariages (1962)
- Quelque part quelqu'un (1972)
- La femme de Jean (1974)
- Jamais plus toujours (1976)
- L'amour violé (1978)
- L'amour nu (1981)
- La triche (1984)
- Les enfants du désordre (1989)
- L'affût (1992)
- Recuerdo del porvenir (Le souvenir d'un avenir) (2001), con Chris Marker. Película sobre su madre, Denise Bellon

## Premios y nominaciones
Festival Internacional de Cine de San Sebastián
| Año  | Categoría                            | Película         | Resultado |
| ---- | ------------------------------------ | ---------------- | --------- |
| 1974 | Concha de Plata a la mejor dirección | La mujer de Juan | Ganador   |